# Air Lituanica

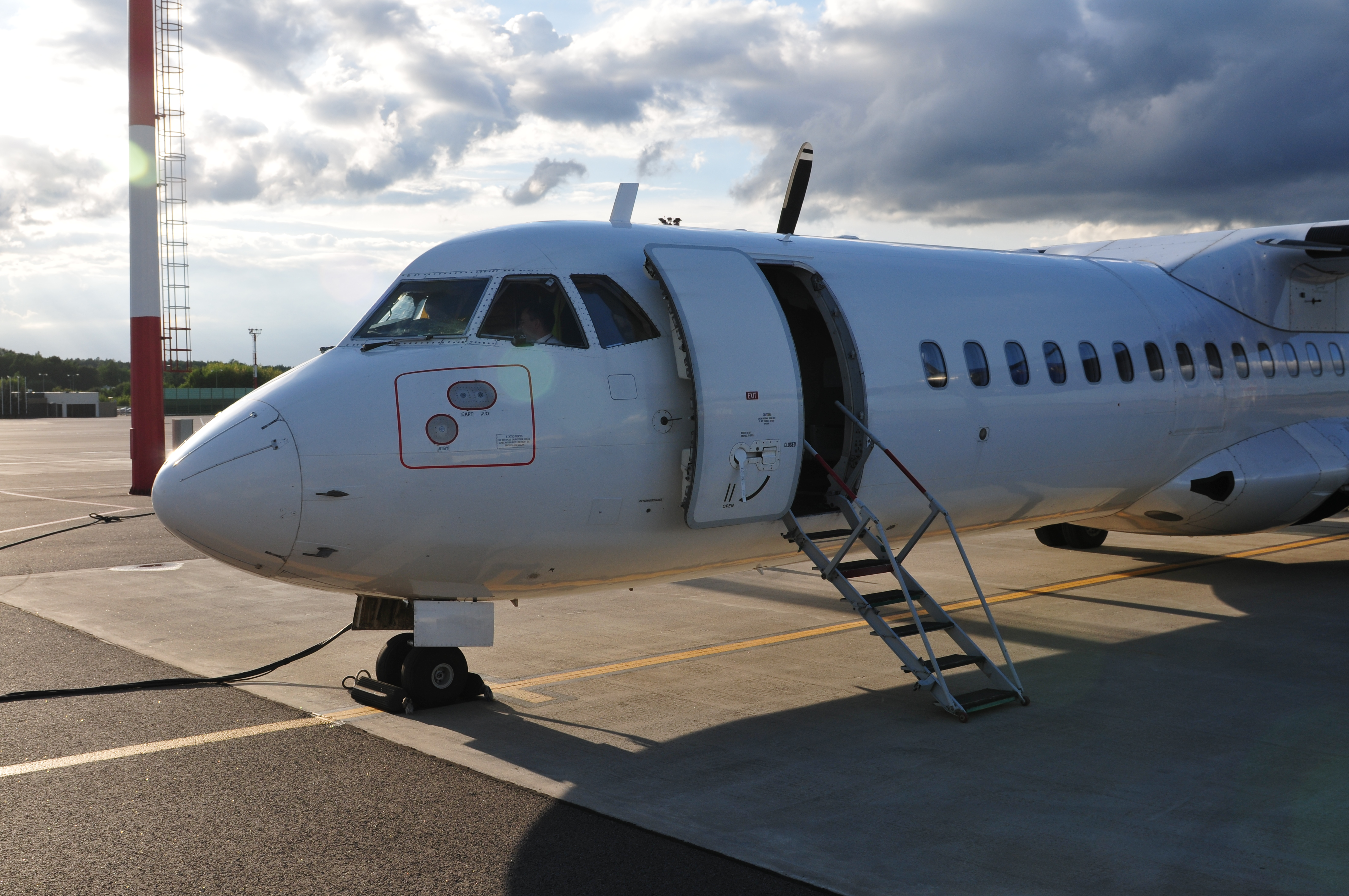
ATR 72

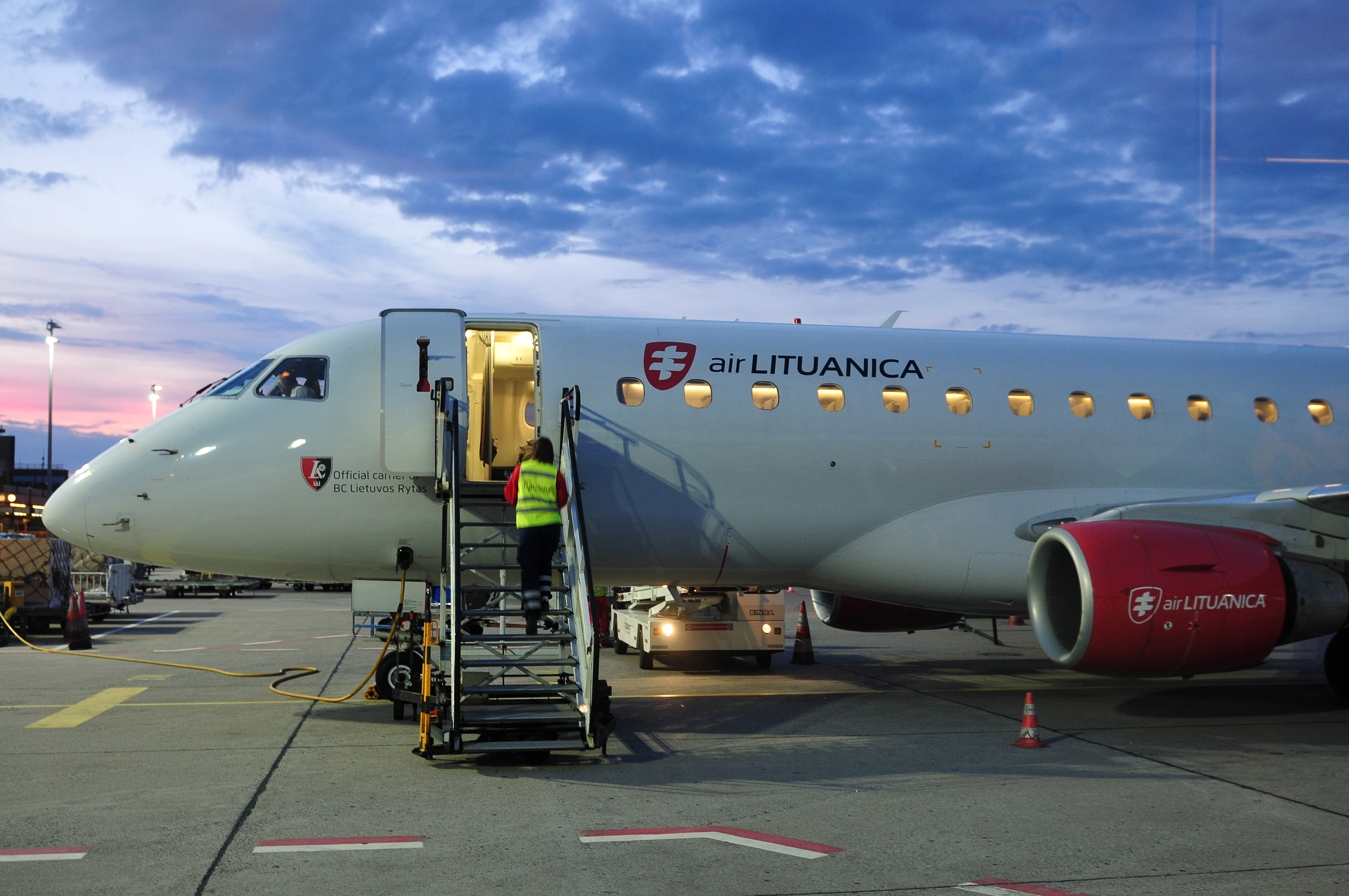
Embraer 175

Air Lituanica était une compagnie aérienne lituanienne basée à Vilnius, qui a effectué son premier vol en juillet 2013. Elle s’était donné pour objectif de devenir la principale compagnie du pays d’ici 2015 et d’améliorer la desserte aérienne de la Lituanie. Le 22 mai 2015, la compagnie suspend ses opérations, et ses lignes sont reprises par AirBaltic.

## Histoire
Annoncée en octobre 2012, la création d’Air Lituanica a été facilitée par l’accession de la Lituanie à la présidence du Conseil de l'Union européenne le 1er juillet 2013. Elle tire son nom du Lituanica, un Bellanca CH-300 Pacemaker à bord duquel deux pilotes lituaniens ont tenté de traverser l’Atlantique en 1933, s’écrasant en Allemagne avant d’atteindre Kaunas.
Première compagnie aérienne lituanienne à offrir des vols réguliers depuis la fin des opérations de FLyLAL en 2009 et Star1 Airlines en 2010, elle lance la réservation de billets en juin 2013 via le système d’Estonian Airlines, qui lui loue également son premier Embraer 170 .
Les premières routes d’Air Lituanica reliaient Vilnius à Bruxelles, Amsterdam puis Berlin.

### fin des opérations
Le 22 mai 2015, la compagnie, plombée par un fort déficit, annonce qu'elle cesse tous ses vols. La compagnie lettonne Air Baltic reprend les lignes auparavant servies par Air Lituanica.